# Будьков, Константин Александрович
Константин Александрович Будьков (1916—1945) — майор Рабоче-крестьянской Красной Армии, участник Великой Отечественной войны, Герой Советского Союза (1945).

## Биография
Константин Будьков родился 13 июня 1916 года в деревне Пруд (ныне — Усвятский район Псковской области) в семье крестьянина. Окончил семилетнюю школу, после чего переехал в 1935 году в Ленинград, где работал на заводе и одновременно окончил десять классов школы. В 1938 году Будьков был призван на службу в Рабоче-крестьянскую Красную Армию. В 1940 году он окончил школу НКВД, после чего служил во внутренних органах в городе Чудово Ленинградской области. С 18 августа 1941 года — на фронтах Великой Отечественной войны. Участвовал в боях на Северном, Ленинградском, Волховском, 1-м, 2-м и 3-м Прибалтийских и 1-м Белорусском фронтах. Принимал участие в обороне Ленинграда, Тихвинской, Любанской, Синявинской, Мгинской, Новгородско-Лужской, Режицко-Двинской, Рижской, Мемельской операциях. К январю 1945 года майор Константин Будьков командовал 1-м стрелковым батальоном 1071-го стрелкового полка 311-й стрелковой дивизии 61-й армии 1-го Белорусского фронта. Отличился во время Варшавско-Познанской операции.
14-16 января 1945 года батальон Будькова переправился через Вислу в районе деревни Конары в 11 километрах к северу от польского города Варка. В боях на западном берегу реки батальон уничтожил несколько десятков вражеских солдат и офицеров. 30-31 января во время боёв за город Шнейдемюль (ныне — Пила) батальоном было уничтожено около роты вражеских солдат и офицеров. 1 февраля 1945 года Будьков получил тяжёлое ранение, но поля боя не покинул, командуя батальоном, пока не была отражена вражеская контратака. 14 февраля он скончался он ран в военно-полевом госпитале № 2405. Похоронен в населённом пункте Грабувно Пильского повята Великопольского воеводства.
Указом Президиума Верховного Совета СССР от 27 февраля 1945 года за «образцовое выполнение заданий командования и проявленные при этом мужество и героизм» майор Константин Будьков посмертно был удостоен высокого звания Героя Советского Союза. Также был награждён орденами Ленина, Красного Знамени, Александра Невского, Красной Звезды и рядом медалей.